# 中視晚間新聞
《中視晚間新聞》，為中視於1969年至1991年2月3日間每日播放的晚間新聞節目。

## 沿革
中視開播時每日各節新聞，節目名稱皆為《中視新聞》，名稱沒有「午間」、「晚間」與「夜間」之分；另外，由於當時每日節目開播時間的限制，當時沒有晨間新聞。
1979年1月20日，《中視晚間新聞》每週一至週四播映時間改為19:30～20:30、每週五至週日播映時間維持19:30～20:00，是當時一大突破。1980年7月7日，《中視晚間新聞》播映時間改為每日19:30～20:00，同時每日20:00～20:30改播中視新聞部製作的新聞專題節目《探索》。1980年9月1日，《中視晚間新聞》每週一至週四播映時間改為19:30～20:15，每週一至週四20:15～20:30改播深度報導節目《新聞透視》。1982年1月10日，中視新聞部開始不定期製播專題單元〈冷門新聞〉，放在《中視晚間新聞》內播映。1982年6月21日，《中視晚間新聞》每逢週一至週四，延長為90分鐘：19:30～20:20播出新聞及氣象，20:20～21:00播出〈中視新聞掃描線〉單元。1982年10月26日，《中視晚間新聞》播映時間改為每日19:30～20:00，《新聞透視》停播，每日20:00～21:00改播八點檔古裝連續劇《大漢天威》。1984年3月17日，《中視晚間新聞》推出國際新聞單元〈國際焦點〉，報導國際最新局勢動態與突發事件。1984年3月21日，《中視晚間新聞》延長為一小時，報導1984年中華民國總統選舉。1985年2月4日，《中視晚間新聞》推出趣味單元〈短鏡頭〉，報導民眾平時未必會注意的趣味現象。1985年3月5日，《中視晚間新聞》推出健康資訊單元〈醫學與保健〉。1989年6月5日，《中視晚間新聞》播出時間自該日起提前30分鐘，播出時間為1小時。
1991年2月5日，行政院新聞局廣播電視事業處審核通過中視提早30分鐘播出晚間新聞節目；中視總經理朱宗軻隨後同意，自該日起，19時整至19時30分播映的《中視全球報導》與19時30分至20時整播映的《中視晚間新聞》合併為每週一至週五19時整至20時整及每週六至週日19時整至19時30分播映的晚間新聞節目《中視新聞全球報導》。

## 播出時間
| 期間           | 期間           | 週一至周三           | 週四                 | 週五                 | 週六                 | 週日                 |
| -------------- | -------------- | -------------------- | -------------------- | -------------------- | -------------------- | -------------------- |
| 1969年11月     | 1971年1月19日  | 19:30～19:45（15分） | 19:30～19:45（15分） | 19:30～19:45（15分） | 19:30～19:45（15分） | 19:30～19:45（15分） |
| 1971年1月20日  | 1980年7月6日   | 19:30～20:30（60分） | 19:30～20:00（30分） | 19:30～20:00（30分） | 19:30～20:00（30分） | 19:30～20:00（30分） |
| 1980年7月7日   | 1982年6月20日  | 19:30～20:15（45分） | 19:30～20:15（45分） | 19:30～20:00（30分） | 19:30～20:00（30分） | 19:30～20:00（30分） |
| 1982年6月21日  | 1982年10月25日 | 19:30～20:30（60分） | 19:30～20:30（60分） | 19:30～20:00（30分） | 19:30～20:00（30分） | 19:30～20:00（30分） |
| 1982年10月26日 | 1991年2月3日   | 19:30～20:00（30分） | 19:30～20:00（30分） | 19:30～20:00（30分） | 19:30～20:00（30分） | 19:30～20:00（30分） |

## 歷任主播
新聞主播
| 期間   | 期間   | 週一          | 周二          | 周三          | 週四          | 週五        | 週六   | 週日 |
| ------ | ------ | ------------- | ------------- | ------------- | ------------- | ----------- | ------ | ---- |
| 1969年 | 1984年 | 不明          | 不明          | 不明          | 不明          | 不明        | 不明   | 不明 |
| 1985年 | 1989年 | 熊旅揚 童中白 | 熊旅揚 童中白 | 熊旅揚 童中白 | 熊旅揚 童中白 | 胡雪珠      | 胡雪珠 | 翟翬 |
| 1990年 | 1991年 | 姜玲 陳若華   | 姜玲 陳若華   | 姜玲 陳若華   | 姜玲 陳若華   | 姜玲 陳若華 | 春華   | 春華 |

氣象主播
- 馮鵬年
- 張欣群
- 陳若華

## 外部鏈接
1988年中視晚間新聞的片頭及部分片段 （页面存档备份，存于）
| 台灣 中視 定時新聞節目 | 台灣 中視 定時新聞節目                | 台灣 中視 定時新聞節目 |
| ---------------------- | ------------------------------------- | ---------------------- |
|                        | 中視晚間新聞 （1969年－1991年2月3日） |                        |
| -                      | 中視新聞全球報導 （1991年2月4日－）   |                        |